# دايساكو إيكيدا
دايساكو إيكيدا (إيكيدا دايساكو؛ وُلد في 2 يناير 1928) هو فيلسوف بوذي ياباني، ومعلِّم، ومؤلف، وداعٍ إلى نزع الأسلحة النووية. شغل منصب الزعيم الثالث لحركة سوكا غاكاي (أكبر الحركات الدينية اليابانية الجديدة)، قبل أن يصبح زعيمها الفخري. وهو الرئيس المؤسس لمنظمة «سوكا غاكاي الدولية»، أكبر منظمة بوذية، ذات 12 مليون ممارِس تقريبًا في 192 دولة ومنطقة.
وُلد إيكيدا في طوكيو اليابانية في عام 1928 لأسرة من مُزارِعي الأعشاب البحرية. نجا في مراهقته من الحرب العالمية الثانية، وإن أثرت في حياته أثرًا لا يُمحى، ودفعته إلى البحث عن حل للأسباب الأساسية للتنازع البشري. عندما صار في التاسعة عشرة، بدأ ممارسة بوذية نيشرين، والتحق بجماعة شبابية تابعة لجمعية سوكا غاكاي البوذية، التي دفعته إلى أن يسعى طول حياته إلى تطوير حركة سوكا غاكاي الدولية المعنية بالسلام العالمي، وإلى تأسيس عشرات المؤسسات المكرّسة لدعم السلام والثقافة والتعليم.
تصور إيكيدا أن تكون سوكا غاكاي الدولية «إنسانيةً بوذية بلا حدود، تدعم الفكر الحر والتطوّر الشخصي، بناء على احترام كل صور الحياة». في ستينيات القرن العشرين، سعى إلى إعادة العلاقات الصينية، وإلى تأسيس شبكة سوكا التعليمية المتألفة من مدارس إنسانية تتراوح بين مرحلة رياض الأطفال والمرحلة الجامعية، وبدأ كتابة ما صار روايته التاريخية متعددة المجلدات الثورة الإنسانية، عن تطوّر سوكا غاكاي في فترة مُعلِّمه جوسيه تودا. في عام 1975، أسس سوكا غاكاي الدولية، وشنّ في سبعينيات القرن العشرين سلسلة من المبادرات الدبلوماسية الشعبية للسلام، من خلال التبادل الدولي الثقافي والتعليمي. ومنذ الثمانينيات، أخذ يدعو إلى نبذ الأسلحة النووية.
بحلول عام 2015، كان إيكيدا قد نشر أكثر من 50 حوارًا مع باحثين ونشطاء سلام وشخصيات عالمية رائدة. زار في أثناء رئاسته المنظمة 55 دولة، متحدثًا في مواضيع شتى، منها السلام، والبيئة، والاقتصاد، وحقوق المرأة، وحوار ما بين الأديان، ونزع الأسلحة النووية، والبوذية، والعلوم. في كل ذكرى سنوية لتأسيس سوكا غاكاي الدولية، في 26 يناير، يقدم إيكيدا اقتراح سلام إلى الأمم المتحدة.

## نشأته وخلفيته
وُلد إيكيدا في حيّ أوتا بمدينة طوكيو اليابانية في 2 يناير عام 1928. كان له أخت أصغر منه، وأربعة إخوة أكبر، واثنان أصغر. تبنى والداه اثنين آخرين، اكتملت بهم العَشرة. منذ منتصف القرن التاسع عشر، أخذت أسرته تزرع النوري (طحالب بحرية صالحة للأكل) في خليج طوكيو. عند نهاية القرن، صارت تجارتهم أكبر تجارة نوري في المدينة. لكن بعد زلزال كانتو الكبير في عام 1923، انهار مشروعهم، وعند ميلاد إيكيدا، كانت أسرته في عناء مالي.
في عام 1937، اندلعت الحرب اليابانية الصينية الثانية، وانخرط في الخدمة العسكرية أخوه الأكبر كيتشي، ولحقه ثلاثة آخرون في بضع سنين. في عام 1942، حين كان إخوته متغرِّبين في مواقع الحرب الآسيوية الجنوبية الشرقية، مرض أبوه ولزم الفراش سنتين. ولمساعدة أسرته، بدأ في الرابعة عشرة يعمل في مصنع فولاذ نيغاتا للذخيرة، عضوًا في سلك العمال الياباني الشبابي وقت الحرب.
في مايو عام 1945، احترق منزل أسرته بغارة جوية من قوات الحلفاء، واضطُرت إلى الانتقال إلى منطقة أوموري بطوكيو. في مايو عام 1947، بعد انقطاع خبر أخيه الأكبر كيتشي عدة سنوات، علمت أسرته، تحديدًا أمه، من الحكومة اليابانية أنه قُتل بعمليات في بورما (ميانمار الآن).
في أغسطس عام 1947 حين كان في التاسعة عشرة، دعاه صديق قديم إلى حضور ندوة بوذية، وهناك قابل جوسيه تودا، ثاني رؤساء منظمة سوكا غاكاي البوذية اليابانية، ومِن ثَم بدأ إيكيدا يمارس بوذية نيشرين، والتحق بسوكا غاكاي. عَدَّ تودا معلِّمه الروحي، وصار يعمل في قسم شباب الجماعة. صرَّح لاحقًا بأن تودا أثر فيه «بحنانه العميق الذي امتازت به كل تفاعلاته».

## روابط خارجية
- دايساكو إيكيدا على موقع ميوزك برينز (الإنجليزية)